# Heinrich Göbel
Heinrich Göbel, após 1949 também conhecido como Henry Goebel (Springe, 20 de abril de 1818 — Nova Iorque, 4 de dezembro de 1893), foi um mecânico de precisão norte-americano nascido na Alemanha e inventor.

## Vida
Em 1848 emigrou para Nova York, onde residiu até sua morte. Ele recebeu a cidadania americana em 1865.
Em 1893, revistas e jornais relataram 25 anos antes, Göbel havia desenvolvido lâmpadas incandescentes comparáveis às inventadas em 1879 por Thomas Alva Edison. Göbel não solicitou uma patente.
Em 1893, a Edison Electric Light Company processou três fabricantes de lâmpadas incandescentes por infringir a patente de Edison. A defesa dessas empresas alegou que a patente de Edison foi anulada por causa da mesma invenção de Göbel 25 anos antes, que veio a ser conhecida como a "defesa de Göbel".
Juízes de quatro tribunais levantaram dúvidas; não havia nenhuma prova clara e convincente para a invenção reivindicada. Um trabalho de pesquisa publicado em 2007 concluiu que o Goebel-Defense era fraudulento.
Após a morte de Göbel, em alguns países, surgiu a lenda de que ele foi o verdadeiro inventor da prática lâmpada incandescente.
Göbel adquiriu patentes para uma melhoria de máquinas de costura (1865), para uma melhoria da bomba Geissler (1882) e para uma técnica para conectar fios de carbono a fios de metal em lâmpadas incandescentes (1882). Estas três patentes não tiveram influência em desenvolvimentos técnicos posteriores.

## Patentes dos EUA concedidas a Henry Goebel
- Patente 47 632 "Hemmer para Máquinas de Costura", 9 de maio de 1865[6]
- Patente 252 658 "Bomba de Vácuo (Melhoria do Sistema Geissler de Bombas de Vácuo", 24 de janeiro de 1882[7]
- Patente 266 358 "Lâmpada Incandescente Elétrica (soquetes para conectar o filamento de carbono e os fios condutores)", 24 de outubro de 1882[8]